# 대전송촌중학교
대전송촌중학교(大田宋村中學校)는 대한민국 대전광역시 대덕구 송촌동에 있는 공립 중학교이다.

## 학교 연혁
- 1999년 12월 29일 : 대전송촌중학교 설립인가(30학급)
- 2000년 3월 1일 : 초대 최학현 교장 취임
- 2000년 3월 6일 : 제1회 입학식(10학급 431명) 대전매봉중학교 건물 이용
- 2000년 7월 18일 : 현 신축교사로 이전
- 2000년 7월 26일 : 지하 1층, 지상 4층, 연면적 9,434m2 준공
- 2003년 2월 7일 : 제1회 졸업식(10학급 432명)
- 2003년 12월 31일 : 지상 5층 증축(2,202.71m2, 연면적 11,636.77m2)
- 2009년 3월 1일 : 제1학급 증설(총 43학급) 복수교감 발령
- 2023년 12월 22일 : 제22회 졸업식(10학급 237명, 총 졸업생 9,145명)
- 2024년 3월 1일 : 제12대 이옥순 교장 부임
- 2024년 3월 4일 : 제25회 입학식(10학급 259명)

## 참고 자료
- 대전송촌중학교 - 한국교육학술정보원 학교알리미